# Rauris
Rauris is een gemeente in de Oostenrijkse deelstaat Salzburger Land, en maakt deel uit van het district Zell am See.
Rauris telt 3104 inwoners.

## Politiek
Sinds 2014 is Peter Loitfellner de burgemeester van Rauris.

## Economie en infrastructuur
Rauris is een populaire toeristische bestemming met meer dan 420.000 overnachtingen per jaar. Vooral tijdens de wintermaanden is de gemeente enorm populair bij Belgen, Nederlanders, Duitsers en Engelsen.